# Zuilschacht
Een zuilschacht of schacht is het verticale deel van een zuil en dat zich tussen het basement en het kapiteel bevindt.
Een schacht kan glad zijn of zoals bij de Grieken en Romeinen voorzien zijn van cannelures.